# JR貨物20G形コンテナ
JR貨物20G形コンテナ（JRかもつ20Gがたコンテナ）は、日本貨物鉄道（JR貨物）が2018年（平成30年）度より製作・運用している12 ft有蓋コンテナである。

## 概要
2018年（平成30年）以降、3月17日のダイヤ改正でコキ50000形の営業運転が終了したことにより、一般的な天地寸法である19G形の後継として、製造されるようになった。片側側面、片側妻面開きを採用している。19G形や、V19B形や、20B形の置き換え用の汎用コンテナとして、両側側面開きの20D形と共に増備が続いている。
製造時期により以下の変更点がある。
- 2018年（平成30年）度は1,300個[1]が製造された。この際は全方向に白帯が張られていた。
- 2019年（令和元年）度増備された個体から、妻面の白帯が省略されている。450個[2]が製造された。
- 2021年（令和3年）度に増備された個体から、白線の一部が省略されている。1,650個[3]が製造された。
- 2022年（令和4年）度に増備された個体から、山陽本線での脱線事故を踏まえた、重量制限装置等を備え、10000番台に繰り上げられた。0番台からのデザインの変更はなく10001より製造されている。10000番台の変更点は山陽本線での脱線事故を踏まえた、重量制限装置等を備えた点である。総合車両製作所製の11000番台(11601 - 12000の400個)は妻面リブの構造が変更され20D形/V19C形の11000番台と共通の構造に変更された。他にも帯が中央寄りに短いなどの点がある。同年度に2000個[4]、2023年度に1400個[5]が製造され、合計6,800個が製作された。

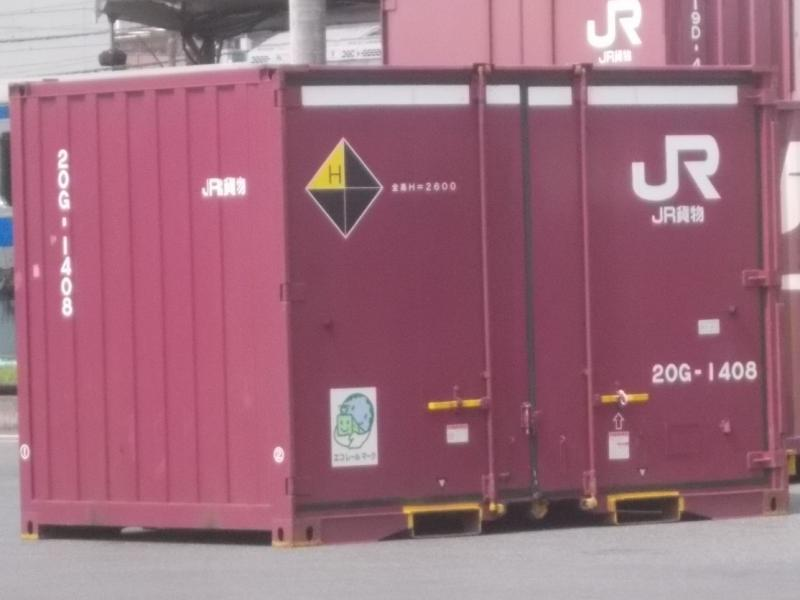
2019年度増備コンテナ20G-1408。 （茨城県／土浦貨物駅にて、2022年7月23日撮影）
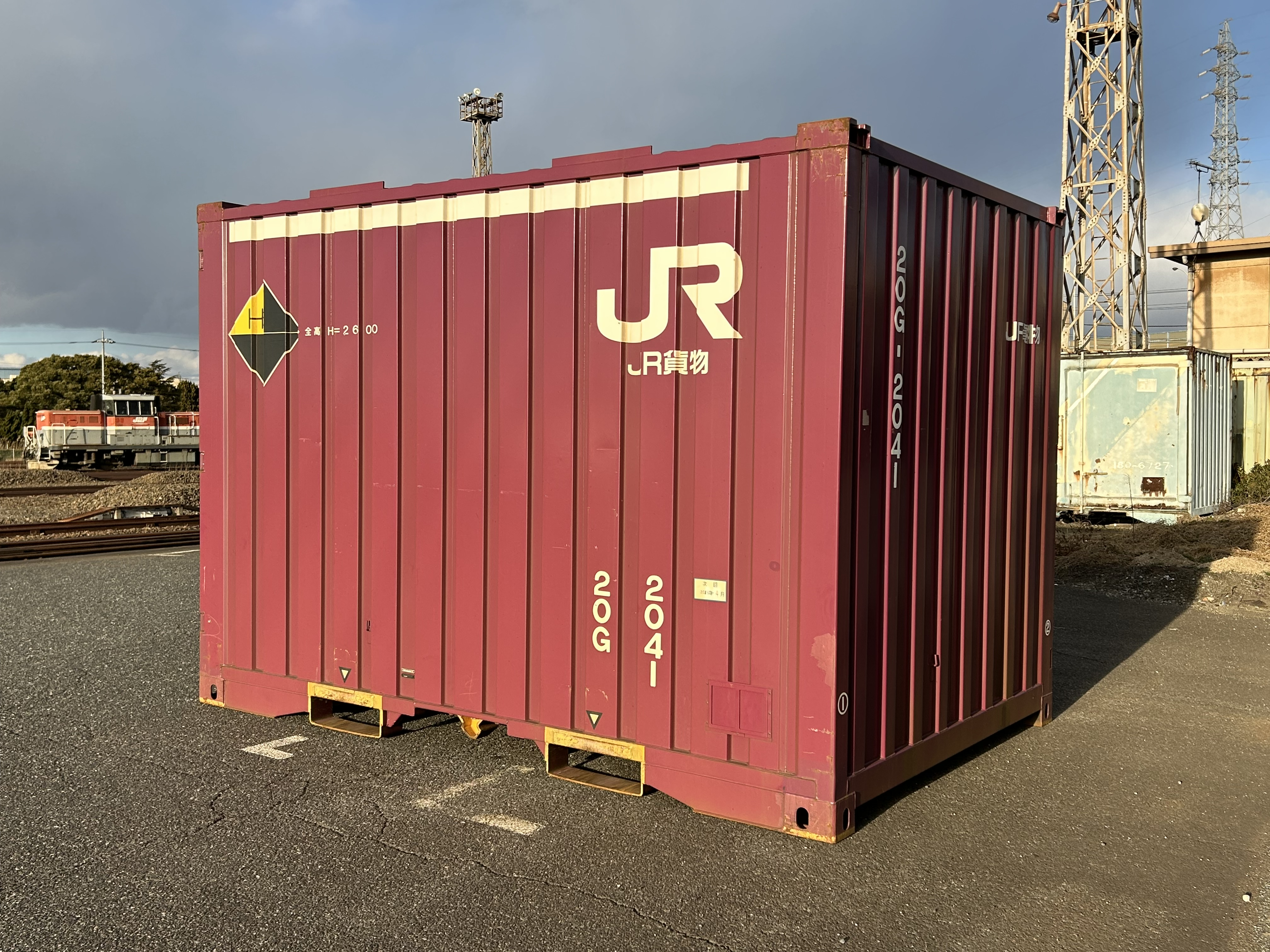
2021年度増備コンテナ20G-2041。 （岡山県／倉敷貨物ターミナル駅にて、2025年2月9日撮影）
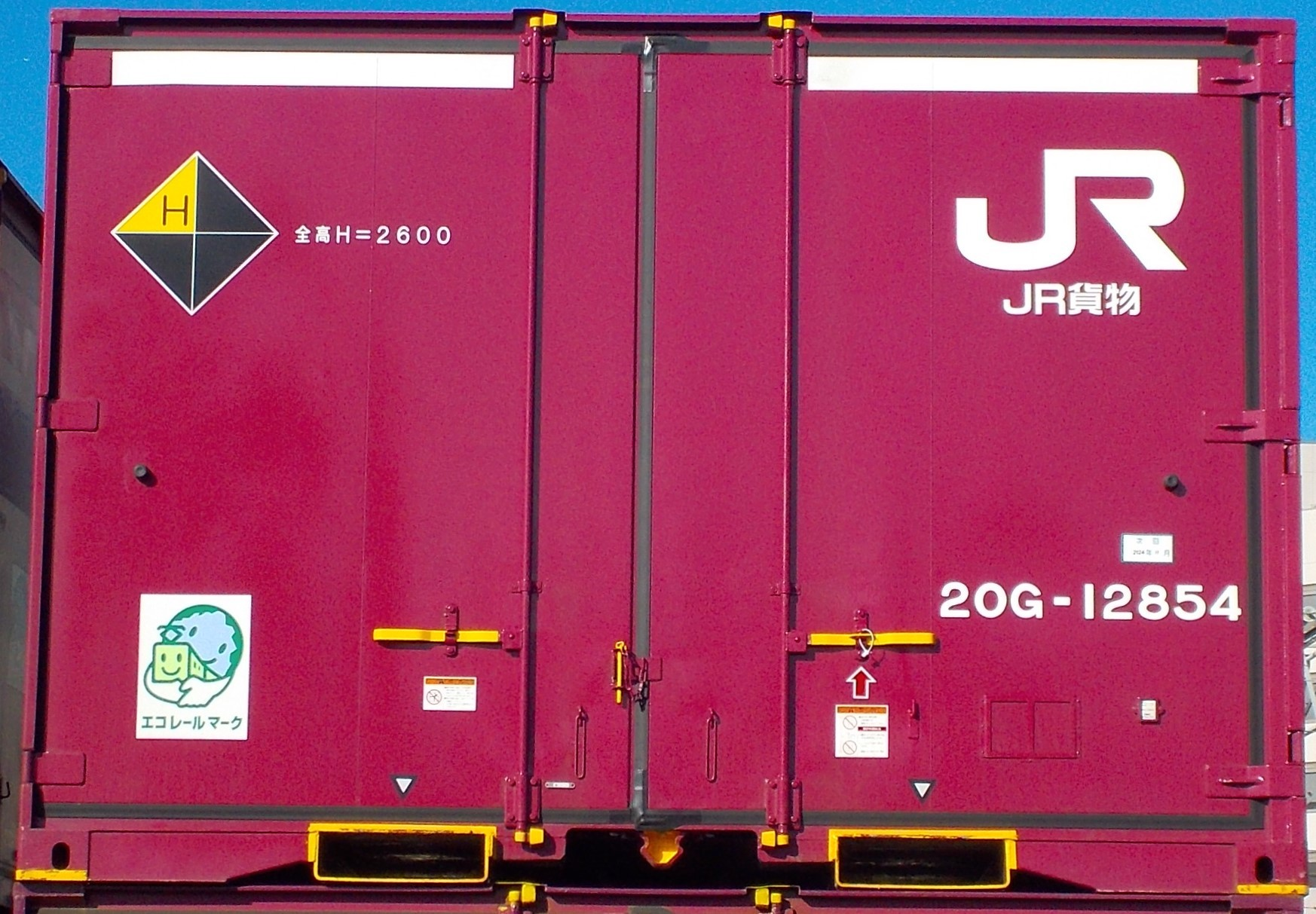
2023年度増備コンテナ20G-12854。 （茨城県／土浦駅にて、2024年7月20日撮影）

## 構造
外部塗装はJRFレッドと称されるフロンティアレッド一色で、向かって右上にJRマーク、その下に、JR貨物という文字が配される。また、本形式は規格外コンテナであるため、規格外であることを示す菱形マーク(通称ハローマーク)と『全高H=2600』の表記がコンテナ側面に記されているのと、それを示す白色の帯が全ての面の上部に引かれている。ただし、製造段階で背高を示す上部の帯は一部省略が進んでいる。
片側側面、片側妻面開きで、全高は2,600 mmと、通常のコンテナよりも高くなっており、かさ高品の輸送に対応している。内容積は19.5 m3、荷重は5.0 t。

## 沿革
- 2018年（平成30年）- CIMCにて第1号から第1350号が落成。
- 2019年（平成31年･令和元年）- CIMCにて第1351号から第1750号が落成。
- 2020年（令和2年）- 新型コロナウイルス感染症 (2019年)によるコンテナ輸送低迷の影響で中止された。
- 2021年（令和3年）- CIMCにて第1751号から第3400号が落成。
- 2022年（令和4年）- CIMCにて第10001号から第10600号、第11001号から第11600号が落成。総合車両和歌山製作所にて第10601号から第11000号、第11601号から第12000号が落成。10000番台に移行される。
- 2023年（令和5年）- CIMCにて第12001号から第12900号が落成。総合車両和歌山製作所にて第12901号から第13400号が落成。

## 現状
2025年（令和7年）4月5日現在、6,791個が保有されている。